# Stereopathetic Soul Manure
Stereopathetic Soul Manure —en español: Estiercol de Alma Estereopatética— es el segundo álbum de estudio del músico estadounidense Beck, lanzado el 22 de febrero de 1994 a través de Flipside Records y fue producido por Beck Hansen, Tom Grimley y Gus Hudson. En julio de 2008, Stereopathetic Soul Manure había vendido 146 000 copias en los Estados Unidos.

## Grabación y lanzamiento
El álbum está formado por canciones que fueron grabadas durante el período 1988-1994 e incluye pistas de folk, demos, actuaciones en directo, y ruidos siendo de esta manera uno de los discos más experimentales y variados en cuanto al contenido de estilos. El álbum es una colección esquizofrénica de grabaciones lo-fi, que van desde el hardcore hasta borradores de temas que solo pueden sonar inspirados en el momento de su creación. Uno de los ejemplos es el tema “Rollins Power Souce”, un homenaje a Henry Rollins. Mucha de la música en el álbum se basa en el ruidoso y experimental post-punk de Sonic Youth y el rock sucio de Pussy Galore. Esencialmente, el registro era tanto un producto de limpieza de paladar, diseñado para espantar a los admiradores del "Perdedor", como una oferta por la credibilidad indie, ya que la música en Stereopathetic es igualmente tan intransigente como la de Sonic Youth.
El álbum fue lanzado una semana antes de la aparición de su álbum debut en la discográfica Geffen, Mellow Gold. Este álbum es realmente la tercera grabación oficial de Beck, lanzado antes de la exitosa canción "Loser". Sin embargo, AllMusic describe la liberación como meses después de Mellow Gold. Beck volvería pronto con otro lanzamiento independiente, el quejumbroso y principalmente folk One Foot in the Grave—su tercer álbum de 1994—antes de grabar su segundo álbum en Geffen, Odelay (1996).

## Lista de canciones
Todas las canciones escritas y compuestas por Beck, excepto donde se indique. 
| N.º   | Título                                 | Duración |  |
| 1.    | «Pink Noise (Rock Me Amadeus)»         | 2:57     |  |
| 2.    | «Rowboat»                              | 3:45     |  |
| 3.    | «Thunder Peel»                         | 1:48     |  |
| 4.    | «Waitin' for a Train» (Jimmie Rodgers) | 1:08     |  |
| 5.    | «The Spirit Moves Me»                  | 2:10     |  |
| 6.    | «Crystal Clear (Beer)»                 | 2:29     |  |
| 7.    | «No Money No Honey»                    | 2:13     |  |
| 8.    | «8.6.82»                               | 0:37     |  |
| 9.    | «Total Soul Future (Eat It)»           | 1:48     |  |
| 10.   | «One Foot in the Grave»                | 2:14     |  |
| 11.   | «Aphid Manure Heist»                   | 1:29     |  |
| 12.   | «Today Has Been a Fucked Up Day»       | 2:34     |  |
| 13.   | «"Rollins Power Sauce"»                | 1:54     |  |
| 14.   | «Puttin It Down»                       | 2:23     |  |
| 15.   | «11.6.45»                              | 0:30     |  |
| 16.   | «Cut 1/2 Blues»                        | 2:37     |  |
| 17.   | «Jagermeister Pie»                     | 1:07     |  |
| 18.   | «Ozzy»                                 | 2:05     |  |
| 19.   | «Dead Wild Cat»                        | 0:25     |  |
| 20.   | «Satan Gave Me a Taco»                 | 3:46     |  |
| 21.   | «8.4.82»                               | 0:26     |  |
| 22.   | «Tasergun»                             | 3:51     |  |
| 23.   | «Modesto»                              | 3:27     |  |
| 24.   | «Ken» (Fuera de lista)                 | 0:12     |  |
| 25.   | «Bonus Noise» (Fuera de lista)         | 16:40    |  |
| 64:35 |                                        |          |  |

## Versión alternativa
Esta versión separa los sonidos y melodías que daban el inicio y el final de algunas canciones. Estas pistas separadas son llamadas "Noise", como por ejemplo "No Money No Honey", el comienzo es separada en otra pista llamada "Noise 1". "Bonus Noise" aparece unos minutos después de finalizar "Modesto" y a diferencia de la versión original de Stereopathetic Soul Manure no lleva una pista separada con relación a ésta. La canción y el intermedio de silencio llevan a la pista 26 a una duración de 20:07. El tema "Ken" no fue agregado en esta versión.
| N.º   | Título                                           | Duración |  |
| 1.    | «Pink Noise (Rock Me Amadeus)»                   | 2:57     |  |
| 2.    | «Rowboat»                                        | 3:45     |  |
| 3.    | «Thunder Peel»                                   | 1:48     |  |
| 4.    | «Waitin' for a Train» (Jimmie Rodgers)           | 1:08     |  |
| 5.    | «The Spirit Moves Me»                            | 2:10     |  |
| 6.    | «Crystal Clear (Beer)»                           | 2:29     |  |
| 7.    | «Noise 1» (comienzo de "No Money No Honey")      | 0:05     |  |
| 8.    | «No Money No Honey»                              | 2:07     |  |
| 9.    | «8.6.82»                                         | 0:37     |  |
| 10.   | «Total Soul Future (Eat It)»                     | 1:48     |  |
| 11.   | «One Foot in the Grave»                          | 1:57     |  |
| 12.   | «Noise 2» (final de "One Foot in the Grave")     | 0:17     |  |
| 13.   | «Noise 3» (comienzo de "Aphid Manure Heist")     | 0:31     |  |
| 14.   | «Aphid Manure Heist»                             | 0:57     |  |
| 15.   | «Today Has Been a Fucked Up Day»                 | 2:34     |  |
| 16.   | «"Rollins Power Sauce"»                          | 1:54     |  |
| 17.   | «Puttin' It Down»                                | 2:23     |  |
| 18.   | «11.6.45»                                        | 0:30     |  |
| 19.   | «Cut 1/2 Blues»                                  | 2:37     |  |
| 20.   | «Jagermeister Pie»                               | 1:07     |  |
| 21.   | «Ozzy»                                           | 2:05     |  |
| 22.   | «Dead Wild Cat»                                  | 0:25     |  |
| 23.   | «Satan Gave Me a Taco»                           | 3:46     |  |
| 24.   | «8.4.82»                                         | 0:26     |  |
| 25.   | «Tasergun»                                       | 3:51     |  |
| 26.   | «Modesto» (incluye "Bonus Noise", pero no "Ken") | 20:07    |  |
| 64:35 |                                                  |          |  |

## Personal
- Beck - voz, compositor, guitarra
- Ken? - voz
- Rachel - batería
- Rusty Cusak - ingeniero
- Gibran Evans - diseño
- Tom Grimley - ingeniero
- Bobby Hecksher - guitarra
- Leo LeBlanc - pedal Steel
- Jimmie Rodgers - compositor